# Гаевка (Николаевское сельское поселение)
Гаевка — хутор в Неклиновском районе Ростовской области.
Входит в состав Николаевского сельского поселения.

## География

### Улицы
- ул. Колхозная,
- ул. Кольцова,
- ул. Кооперативная,
- ул. Пионерская,
- ул. Степная,
- ул. Тургенева,
- пер. Южный.

## История
Согласно Распоряжению № 17 от 11 марта 2016 года «Об утверждении графика проведения субботников на территории муниципального образования „Николаевское сельское поселение“ на 2016 год», на территории хутора Гаевка субботники проводились 18 марта, 8 апреля, 18 апреля, 29 апреля, 10 июня, 28 сентября и 26 октября. 6 мая состоялась уборка территории гражданского кладбища хутора Гаевка.

## Население
| 2010 |
| ---- |
| 791  |

## Достопримечательности
- Земляная крепость — памятник археологии, который датируется XVII—XVIII веками. Располагается на северо-восточной окраине хутора Гаевка. Объекту присвоена местная категория охраны в соответствии с Постановлением Совета Министров РСФСР № 1327, приложение 2 от 30 августа 1960 года[3].
- Валы — памятник археологии, который появился в XVII—XVIII веке. Местная категория охраны. Расположен на северо-восточной окраине хутора Гаевки. Объект охраняется законом в соответствии с Постановлением Совета Министров РСФСР № 1327, приложение 2 от 30 августа 1960 года[4].
- Ров — памятник археологии с местной категорией защиты. Был основан в период XVII—XVIII века. Охраняется законом согласно Постановлению Совета Министров РСФСР № 1327 от 30 августа 1960 года. Расположен на северо-восточной окраине хутора Гаевки[5].